# تاتيانا جولوفان
تاتيانا جولوفان (بالفرنسية: Tatiana Golovin)‏ (مواليد 25 يناير 1988 في موسكو)، هي لاعبة كرة مضرب فرنسية سابقة بدأت مسيرتها كمحترفة عام 2002، اعتزلت اللعب في 2008. كما أنها إحدى بطلات الجراند سلام. أعلى تصنيف لها في الفردي كان المركز الـ 12 في سنة 2008. سبق أن شاركت في دورة الألعاب الأولمبية الصيفية.

## بطولات حققتها
- دورة رولان غاروس الدولية

## روابط خارجية
- تاتيانا جولوفان على موقع رابطة محترفات التنس (الإنجليزية)
- تاتيانا جولوفان على موقع الاتحاد الدولي لكرة المضرب (الإنجليزية)
- تاتيانا جولوفان على موقع كأس بيلي جين كينغ (الإنجليزية)
- تاتيانا جولوفان على موقع بطولة ويمبلدون (الإنجليزية)
- تاتيانا جولوفان على موقع خلاصة التنس.كوم (الإنجليزية)
- تاتيانا جولوفان على موقع إي إس بي إن.كوم (الإنجليزية)
- تاتيانا جولوفان على موقع أوليمبيديا (الإنجليزية)
- تاتيانا جولوفان على موقع اللجنة الأولمبية الفرنسية (مؤرشف) (الفرنسية)